# تاب‌آوری روانی
تاب‌آوری (به انگلیسی: Resilience) ظرفیت بازگشتن از دشواری پایدار و ادامه‌دار و توانایی در ترمیم خویشتن است. تاب‌آوری یعنی اینکه فرد بتواند قوام و سلامت روانشناسی خود را در مواجهه با سختی‌ها حفظ کند. این ظرفیت انسان می‌تواند باعث شود تا او پیروزمندانه از رویدادهای ناگوار بگذرد و علی‌رغم قرار گرفتن در معرض تنش‌های شدید، شایستگی اجتماعی، تحصیلی و شغلی او ارتقا یابد. تاب‌آوری به معنای توانایی مقابله با شرایط دشوار و پاسخ انعطاف‌پذیر به فشارهای زندگی است، به افراد قدرت می دهد تا با مشکلات پیش رو مواجهه سالم داشته باشند، بر سختی ها فائق آیند و با جریان زندگی حرکت کنند، با موقعیت های غیر منتظره کنار بیایند. تاب‌آوری نوعی ویژگی است که از فردی به فردی دیگر متفاوت است و می‌تواند به مرور زمان رشد کند یا کاهش یابد و بر اساس تلاش فرد در جهت اصلاح فکری و عملی، در روند آزمون و خطای زندگی شکل می‌گیرد. تاب آوری پدیده ای صرفا ذاتی نیست. تاب‌آوری حاصل تعامل ویژگی‌های شخصیتی فرد و محیط است و از طریق آموزش، یادگیری، تمرین و تجربه حاصل می‌شود. مفهوم تاب‌آوری از روانشناسی مثبت گرا به مفاهیم روانشناسی افزوده شده‌است. مارتین سلیگمن بنیان گذار روانشناسی مثبت گرا می گوید بدبینی میراث نامطلوب والدین برای فرزندان است.تاب‌آوری گذر از بحران را پشتیبانی و به موفقیت کمک می‌کند. یعنی دستیابی به موفقیت بدون تاب‌آوری ممکن نیست و تاب‌آوری مقدم است بر هر موفقیتی. همین تعریف کوتاه نشان می‌دهد که تعاریف غیرتخصصی موجود از تاب‌آوری که آن را حمل بر صبر و تحمل شرایط می‌کند، اشتباه است.

با این اوصاف تاب آوری نه تنها افزایش قدرت تحمل و سازگاری فرد در برخورد با مشکل، بلکه مهم تر از آن حفظ سلامت روانی و حتی ارتقای آن است. تاب آوری صبوری نیست اما صبر در بطن فرایند تاب آوری نهفته است.  تاب آوری افراد را توانمند می سازد تا با دشواری ها و ناملایمات زندگی و شغلی رو به رو شوند، آسیب کمتری ببینند و حتی از این موقعیت ها برای شکوفایی و رشد شخصیت خود استفاده کنند. تاب آوری از میزان ظرفیت هر شخص در تحمل مسائل گوناگون در جامعه صحبت می کند. با احیای مهربانی و سازش در جامعه می توانیم به توسعه و تقویت تاب آوری در دنیای امروز بپردازیم.
تاب آوری که اولین بار توسط روانشناسی به نام امی ورنر استفاده شد، در واقع توانایی مواجه شدن با رویدادها و بحران ها، قبول و یا تحمل آنها و برگشت سریع به مرحله قبل از این حوادث است. در واقع این به معنای بی حس بودن در مقابل حوادث نیست بلکه مهارتی است که در طی زمان به‌دست می آید و در بین افراد مختلف متفاوت است.
تاب آوری مستلزم سطح عمیقی از پذیرش (روان‌شناسی) است. تاب آوری به این معناست که چنانچه اتفاقاتی بیافتد که زندگی ما را به معنای واقعی تکان داده و تحت شعاع خود قرار دهد و ما را در هم بشکند، به معنای اتمام یافتن کار و زندگی ما نباشد. همان گونه که بدن ما در برابر بیماریها تاب می آورد، ذهن و فرآورده های آن نیز در برابر بحران های موجود قدرت تاب آوری داشته باشد. به همین ترتیب که در برابر انواع بیماریها تاب می آوریم و پس از مدتی بهبود می یابیم، می توانیم در برابر  بحرانهای عاطفی، اجتماعی و روانی نیز تاب بیاوریم. هرچند که ذکر این نکته ضروری است که تاب آوری به معنای خطاناپذیری نیست بلکه به معنای تعهد به خویشتن و افزایش ظرفیت شفا و تداوم بهبودی است.

## مؤلفه‌های تاب آوری
ایجاد تاب آوری در افراد مستلزم تلاش هایی در جهت آموختن و پرداختن به مؤلفه های مهم و اساسی تاب آوری می باشد.
ایجاد تاب آوری همچون عضله سازی، نیازمند تلاش آگاهانه و مستمر برای تقویت چهار مؤلفه مهم است.
این چهار مولفه عبارتند از : خودآگاهی، خودمراقبتی، اندیشه‌ورزی و حفظ دیدگاه وسیع‌تر

## افراد تاب‌آور چه ویژگی‌هایی دارند؟
عواملی همچون عدم برآورده شدن نیازهای اولیه، ناکامی، استرس (بیولوژیکی)، یادگیری، مسائل اجتماعی و رسانه‌های گروهی و… از عمده‌ترین تأثیرگذاران بر بهداشت روانی هستند. افراد تاب‌آور در مواجهه با موانع، آگاهانه و هوشیارانه عمل می‌کنند. خودآگاهی دارند، یعنی احساسات و هیجان‌های خود را می‌شناسند، و از علت این احساسات نیز باخبرند و هیجان‌های خود را به شیوهٔ سالم مدیریت می‌کنند. از سوی دیگر همدلی دارند یعنی احساسات و رفتارهای اطرافیانشان را نیز درک می‌کنند، و در نتیجه بر خود، محیط و اطرافیانشان تأثیر مثبتی می‌گذارند. می‌پذیرند که موانع بخشی از زندگی هر انسان است و می‌دانند زندگی پر از چالش است. از طرف دیگر داشتن برخی از ویژگی‌های فردی از قبیل ااعتماد به نفس، حمایت‌های اجتماعی و خانوادگی، توانایی در حل مسئله، توانایی برقراری رابطه با نزدیکان و صحبت کردن در مورد مشکلات سخت، توانایی درخواست به موقع و صحیح کمک  و کمک کردن به دیگران جزو ویژگی‌هایی است که اگر افراد برخوردار از آنها باشند، می‌توانند در موقعیت‌های پراسترس با موفقیت بیرون آمده و حتی از این شرایط سخت و بغرنج دستاوردهای مفیدی نیز کسب کنند. تاب‌آوری از جمله این ویژگی‌های بسیار مهم است که می‌تواند در بالاترین سطح بهداشت روانی افراد تأثیر به‌سزایی داشته باشد. افراد تاب‌آور منبع کنترل درونی دارند، خود را مسئول شرایط خویش می‌دانند و برای هر مشکل یا شکست، منابع بیرونی را سرزنش نمی‌کنند. آنها سهم خود را در امور زندگی، همراه با مسئولیت، پذیرفته‌اند و بر این باورند که هر عملی که انجام می‌دهند بر زندگیشان بازتاب پیدا می‌کند.

## آموزش تاب آوری
با توجه به  استرس های دنیای کنونی و اهمیت حفظ سلامت روان انسانها، خانواده ها و جامعه، آموزش تاب آوری از کودکی تا بزرگسالی امری حیاتی و پراهمیت است.
از طرف دیگر آموزش مهارت تاب آوری به انسانها در جهت مواجهه یا مقابله با هرگونه ناملایمات یاری می رساند.آموزش تاب آوری جوامع را برای مقابله مطلوب با بلایا و حوادث غیرمترقبه آماده ساخته و موجب کاهش و تعدیل آثار مخرب بلایای طبیعی می گردد.
آموزش تاب آوری بر چهار حوزه شامل تاب آوری عاطفی، شناختی و ذهنی، جسمی و معنوی تمرکز دارد. تاب آوری آموختنی است و از طرق آموزش قابل فراگیری می باشد.

## چگونه تاب‌آور شویم؟
فرد تاب‌آور، نحوهٔ استدلال و نگرش متفاوتی در مواجهه با شرایط ناگوار اتخاذ می‌کند و به جای فاجعه ساختن از مشکل و گرفتار شدن در تبعات آن، به خود و توانایی‌هایش توجه بیشتری می‌کند؛ به‌طور مثال، چنین شخصی ممکن است یک موقعیت پرمخاطره را یک فرصت در نظر بگیرد نه یک تهدید و در دشواری‌ها به جای اضطراب، موفقیت را تجربه کند؛ بنابراین تاب‌آوری موجب سازگاری مناسب در مواجهه با مشکلات می‌شود و این، چیزی بیش از اجتناب ساده از پیامدهای منفی است.
عزت نفس نقش مهمی در کنار آمدن با استرس‌های زندگی دارد. چنانچه فرد به توانمندی‌های خود باور داشته باشد، در مقابله با مشکلات بسیار مؤثرتر عمل می کند. در زندگی خود معنا و هدف داشته باشیم. افرادی که در زندگی هدف مشخصی ندارند و معنای مهمی برای زندگی خود پیدا نکرده‌اند، با هر سختی و مشکلی، از هم می‌پاشند و انگیزهٔ خود را از دست می‌دهند. ارتباطات خود را توسعه بدهیم. داشتن روابط عاطفی و اجتماعی محکم، عامل بسیار مهمی در سلامت روان انسان به شمار می‌رود و هنگام بروز بحران‌های زندگی پشتوانهٔ بسیار مفیدی محسوب می‌شود؛ بنابراین روابط دوستانه و خانوادگی خود را تقویت کنید. نسبت به تغییرات انعطاف‌پذیر باشید. زندگی یعنی تغییر ، اگر نسبت به تغییرات زندگی منعطف نباشید، همواره در بیم و هراس باقی می‌مانید و توانایی مواجه شدن با آن را از دست می‌دهید. مهارت‌های سالم برای مقابله با مشکلات را بیاموزیم و تمرین کنیم. در فرزندپروری تحمل شکست را به فرزندانمان بیاموزیم.
سبک زندگی سالم را سرلوحهٔ خود قرار دهیم. مقابله‌های مسئله‌مدار و هیجان‌مدار سالم را بیاموزیم. خوشبین باشیم. نگاه واقع‌بینانه توأم با مثبت‌اندیشی سبب می‌شود درک مناسبی از مسئله داشته باشیم و به شیوه‌ای متناسب عمل کنیم. دلبستگی‌های مثبت ایجاد کنیم. تلاش کردن به حفظ روحیهٔ ما کمک می‌کند؛ و تلاش و چالش برای حفظ سلامت روان و احساس شادکامی و رضایت از زندگی لازم است.
 